# Vayrac
Vayrac település Franciaországban, Lot megyében. Lakosainak száma 1279 fő (2022. január 1.). Vayrac La Chapelle-aux-Saints, Bétaille, Carennac, Floirac, Saint-Denis-lès-Martel és Saint-Michel-de-Bannières községekkel határos.

## Népesség
A település népessége az elmúlt években az alábbi módon változott:
| Lakosok száma | 1183 | 1190 | 1166 | 1309 | 1345 | 1291 | 1292 | 1303 | 1305 | 1279 |
|               | 1968 | 1982 | 1990 | 2006 | 2013 | 2015 | 2017 | 2019 | 2020 | 2022 |